# The Six Triple Eight
The Six Triple Eight è un film del 2024 diretto da Tyler Perry e basato sull'articolo "Fighting a Two-Front War" di Kevin Hymel.

## Trama
La storia del 6888th Central Postal Directory Battalion, il primo ed unico battaglione composto prevalentemente da donne afroamericane mandato in servizio all'estero, in Europa, durante la Seconda guerra mondiale.

## Distribuzione
Il film è stato distribuito sulla piattaforma Netflix a partire dal 20 dicembre 2024.